# Polski Komitet Centralny
Polski Komitet Centralny w Brazylii – powołane 16 grudnia 1917 roku na wiecu w Kurytybie przedstawicielstwo brazylijskiej Polonii pod prezesurą Kazimierza Warchałowskiego. Organizacja była oficjalnym przedstawicielstwem Komitetu Narodowego Polskiego z siedzibą w Paryżu.
Polski Komitet Centralny działał od grudnia 1917 roku, a jego główną rolą było pełnienie roli reprezentanta brazylijskiej Polonii w stosunkach z władzami Brazylii. Komitet zajmował się prowadzeniem działalności politycznej i propagandowej, w tym akcji rekrutacyjnej do polskiej Błękitnej Armii i udziałem w działaniach na rzecz uznania niepodległości Polski przez rząd Brazylii, a także wydawaniem poświadczeń narodowości polskiej.
Działania rekrutacyjne zakończyły się zwerbowaniem jedynie ponad 100 ochotników do polskiej armii, natomiast starania o uznanie niepodległości Polski zostały zakończone sukcesem (kwiecień 1919 roku).